# Wybory prezydenckie w Islandii w 2016 roku
Wybory prezydenckie w Islandii odbyły się 25 czerwca 2016 roku. Wybory wygrał bezpartyjny kandydat Guðni Jóhannesson, który objął urząd 1 sierpnia.

## Kandydaci
Urzędujący prezydent Ólafur Ragnar Grímsson ogłosił 1 stycznia 2016 r., że nie będzie ubiegał się o szóstą kadencję.
W wyborach zarejestrowano dziewięcioro kandydatów, sześciu mężczyzn i trzy kobiety::
- Andri Snær Magnason – pisarz i działacz ekologiczny
- Ástþór Magnússon – przedsiębiorca i działacz pacyfistyczny
- Davíð Oddsson – były premier (1991–2004) i szef banku centralnego (2005–2009), redaktor naczelny dziennika Morgunblaðið
- Elísabet Jökulsdóttir – poetka
- Guðni Th. Jóhannesson – historyk, profesor historii na Uniwersytecie Islandzkim
- Guðrún Margrét Pálsdóttir – pielęgniarka, założycielka organizacji ABC Barnahjálp pomagającej dzieciom
- Halla Tómasdóttir – przedsiębiorczyni sektora finansowego
- Hildur Þórðardóttir – uzdrowicielka
- Sturla Jónsson – działacz społeczny

## Wyniki
Na łączną liczbę 245 004 uprawnionych do głosowania, do urn wyborczych udało się 185 390 osób. Dało to frekwencję na poziomie 75,7%. Głosów ważnych było 182 608 (98,5%). Wybory wygrał Guðni Th. Jóhannesson.
Wyniki osiągnięte przez poszczególnych kandydatów:
- Guðni Th. Jóhannesson – 71 356 głosów (38,49%)
- Halla Tómasdóttir – 50 995 głosów (27,51%)
- Andri Snær Magnason – 26 037 głosów (14,04%)
- Davíð Oddsson – 25 108 głosów (13,54%)
- Sturla Jónsson – 6 446 głosów (3,48%)
- Elísabet Jökulsdóttir – 1 280 głosów (0,69%)
- Ástþór Magnússon – 615 głosów (0,33%)
- Guðrún Margrét Pálsdóttir – 477 głosów (0,26%)
- Hildur Þórðardóttir – 294 głosów (0,16%)